# Canton de Saint-Chaptes
Le canton de Saint-Chaptes est une ancienne division administrative du département du Gard, dans l’arrondissement de Nîmes.

## Composition
| Nom                       | Code Insee | Intercommunalité   | Superficie (km2) | Population (dernière pop. légale) | Densité (hab./km2) |
| ------------------------- | ---------- | ------------------ | ---------------- | --------------------------------- | ------------------ |
| Saint-Chaptes (chef-lieu) | 30241      | CA Nîmes Métropole | 13,07            | 1 844 (2014)                      | 141                |
| Aubussargues              | 30021      | CC Pays d'Uzès     | 8,52             | 333 (2014)                        | 39                 |
| Baron                     | 30030      | CC Pays d'Uzès     | 10,06            | 355 (2014)                        | 35                 |
| Bourdic                   | 30049      | CC Pays d'Uzès     | 7,34             | 392 (2014)                        | 53                 |
| La Calmette               | 30061      | CA Nîmes Métropole | 11,10            | 2 079 (2014)                      | 187                |
| Collorgues                | 30086      | CC Pays d'Uzès     | 9,27             | 568 (2014)                        | 61                 |
| Dions                     | 30102      | CA Nîmes Métropole | 11,32            | 599 (2014)                        | 53                 |
| Foissac                   | 30111      | CC Pays d'Uzès     | 3,80             | 415 (2014)                        | 109                |
| Garrigues-Sainte-Eulalie  | 30126      | CC Pays d'Uzès     | 10,00            | 754 (2014)                        | 75                 |
| Montignargues             | 30180      | CA Nîmes Métropole | 4,46             | 620 (2014)                        | 139                |
| Moussac                   | 30184      | CC Pays d'Uzès     | 7,40             | 1 364 (2014)                      | 184                |
| La Rouvière               | 30224      | CA Nîmes Métropole | 7,90             | 593 (2014)                        | 75                 |
| Sainte-Anastasie          | 30228      | CA Nîmes Métropole | 43,64            | 1 670 (2014)                      | 38                 |
| Saint-Dézéry              | 30248      | CC Pays d'Uzès     | 6,01             | 419 (2014)                        | 70                 |
| Saint-Geniès-de-Malgoirès | 30255      | CA Nîmes Métropole | 11,54            | 2 959 (2014)                      | 256                |
| Sauzet                    | 30313      | CA Nîmes Métropole | 6,70             | 737 (2014)                        | 110                |

## Administration

### Conseillers d'arrondissement (de 1833 à 1940)
Le canton de Saint-Chaptes appartenait à l'arrondissement d'Uzès jusqu'à sa disparition en 1926.
| Période                                  | Période          | Identité                 | Étiquette   | Qualité |
| ---------------------------------------- | ---------------- | ------------------------ | ----------- | --- |
| 1833                                     | 1839             | Jean-Pierre Méric        |             | Notaire à Saint-Geniès-de-Malgoirès                                                                         |
| 1839                                     | 1872 (démission) | Jean Chambon-Larouvière  |             | Président du tribunal civil d'Uzès, puis de Nîmes,                                                          |
| 1er décembre 1872                        | 1874             | Paul Guiraud (1831-1901) |             | Propriétaire, maire de Montignargues                                                                        |
| 1874                                     | 1880             | Gaston Arnaud            | Monarchiste | Propriétaire agriculteur, maire de Moussac                                                                  |
| 1880                                     | 1886             | Émile Rieu               |             | Maire de Dions                                                                                              |
| 1886                                     | 1898             | Jules Rouveyrolle        | Républicain | Maire de Collorgues                                                                                         |
| 1898                                     | 1907             | Sully Thomas (1863-1913) | Républicain | Directeur du laboratoire régional de Nîmes, propriétaire à Saint-Chaptes                                    |
| 1907                                     | 1913             | Antoine Trellis          | radical     | Vétérinaire sanitaire, Saint-Geniès-de-Malgoirès                                                            |
| 1913                                     | 1919             | Constantin Boucoiran     | SFIO        | Maire de Saint-Geniès-de-Malgoirès                                                                          |
| av.1925                                  | 1940             | Émile Perrier            | SFIO        | Négociant, maire de Collorgues                                                                              |
| 1940                                     |                  |                          |             | Les conseils d'arrondissement ont été suspendus par la loi du 12 octobre 1940 et n'ont jamais été réactivés |
| Les données manquantes sont à compléter. |                  |                          |             | |

## Illustration

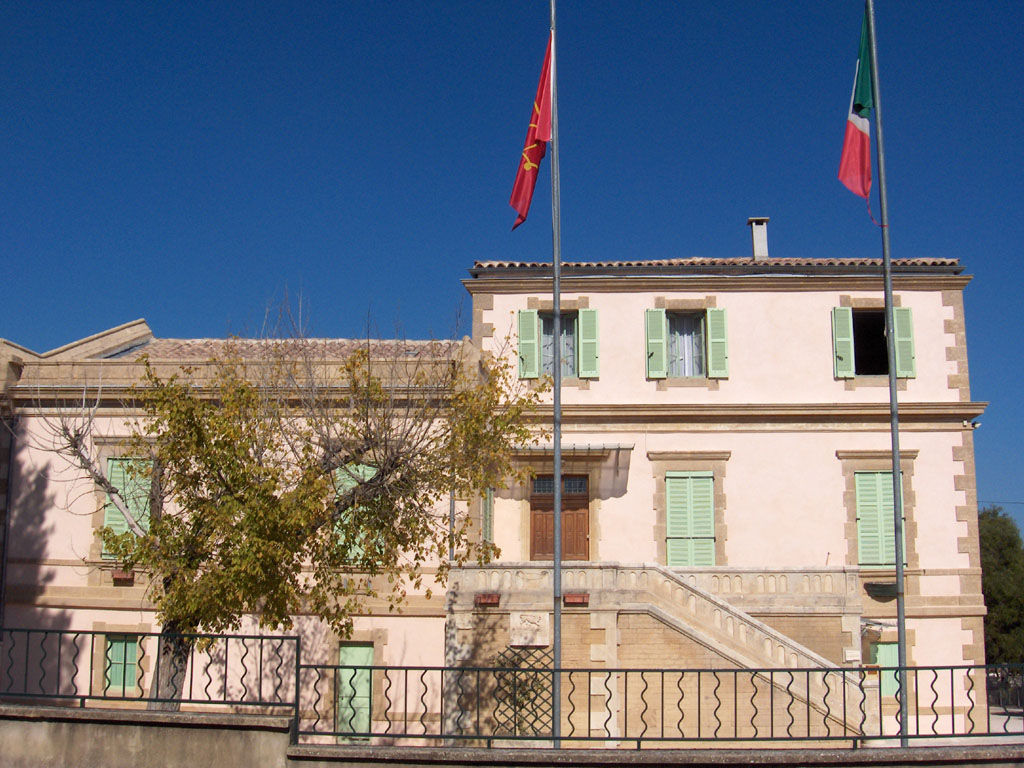
La mairie de La Calmette

### Juges de paix
| Période | Période | Identité          | Fonction précédente                 | Observation |
| ------- | ------- | ----------------- | ----------------------------------- | ----------- |
| 1809    | 1827    | Louis Sorbier     |                                     | -           |
| 1827    | 1830    | Honoré Lantaires  | Suppléant du juge de paix du canton | -           |
| 1830    | 1835    | Louis Guizot      |                                     | -           |
| 1835    | 1865    | Claude Bruguières |                                     | -           |
| 1865    | 1881    | Jean Lessut       | Ancien notaire                      | -           |
| 1881    | 1892    | Alfred Sayerle    |                                     | -           |
| 1892    | 1910    | ? Ayral           |                                     | -           |
| 1910    | 1936    | Émile Mathieu     |                                     | -           |

### Conseillers généraux
| Période   | Période                  | Identité                                                                    | Étiquette               | Qualité |
| --------- | ------------------------ | --------------------------------------------------------------------------- | ----------------------- | --- |
| 1833      | 1848                     | Achille de Daunant                                                          | Majorité ministérielle  | Avocat, ancien maire de Nîmes Député (1827-1831, 1834-1837) Premier Président de la Cour royale Pair de France |
| 1848      | 1852                     | Baron Gabriel de Trinquelague-Dions (1803-1874)                             | Droite                  | Propriétaire, conseiller en la Cour de Nîmes                                                                   |
| 1852      | 1863 (décès)             | Henri Lafont                                                                |                         | Ancien colonel à la Garde Nationale, banquier à Uzès                                                           |
| 1863      | 1871                     | Gabriel de Trinquelague-Dions                                               | Droite                  | Propriétaire, conseiller en la Cour de Nîmes                                                                   |
| 1871      | 1873 (démission)         | Adrien Carrière                                                             |                         | Médecin à Saint-Chaptes                                                                                        |
| 1873      | 1879                     | Achille Vedel                                                               |                         | Maire de Saint-Chaptes                                                                                         |
| 1879      | 1880                     | Charles de Trinquelague-Dions (1841-1890, fils de G. de Trinquelague-Dions) | Droite légitimiste      | Propriétaire, ancien substitut du Procureur Impérial au Vigan, maire de Dions (1870-1881)                      |
| 1880      | 1886                     | Alfred Laporte                                                              | Républicain             | Notaire à Saint-Chaptes                                                                                        |
| 1886      | 1905 (décès)             | Albin Delafont                                                              | Républicain-Rad.        | Négociant (épicier en gros) à Nîmes                                                                            |
| 1905      | 1910                     | Sully Thomas                                                                | Rad.                    | Directeur du laboratoire municipal de Nîmes, propriétaire à Saint-Chaptes, conseiller d'arrondissement         |
| 1910      | 1940                     | Henri Martin                                                                | Rad. puis SFIO          | Médecin à Uzès                                                                                                 |
|           |                          |                                                                             |                         | |
| 1942      | 1945                     | Raoul Vézol (1892-1985)                                                     |                         | Maçon Maire de Saint-Chaptes Nommé conseiller départemental en 1942                                            |
|           |                          |                                                                             |                         | |
| 1945      | 1967                     | Henri Martin                                                                | SFIO puis PSU puis SFIO | Médecin, Maire de La Rouvière                                                                                  |
| 1967      | 1973 (décès)             | René Pasquier                                                               | Rad.ind.                | Exploitant agricole Maire de Saint-Chaptes (1953-1973)                                                         |
| 1973      | 1998                     | Jean Carreyron                                                              | PS                      | Maire de Sauzet (1965-1977, 1983-1989, 1995-2001) Député suppléant de Jean Bastide (1973-1978)                 |
| mars 1998 | février 2014 (démission) | Christophe Cavard                                                           | PCF puis EÉLV           | Éducateur Vice-président du conseil général (2004-2008 et 2011-2013) Député (2012-2017)                        |
| mars 2014 | 2015                     | Bérengère Noguier                                                           | EÉLV                    | Fonctionnaire, Saint-Quentin-la-Poterie Elue en 2015 dans le Canton d'Uzès                                     |

## Démographie
| 1962  | 1968  | 1975  | 1982  | 1990  | 1999   | 2006   | 2011   | 2012   |
| ----- | ----- | ----- | ----- | ----- | ------ | ------ | ------ | ------ |
| 6 178 | 6 343 | 6 471 | 7 458 | 9 181 | 11 002 | 13 638 | 15 167 | 15 394 |